# サヴォンリンナ・オペラ・フェスティバル

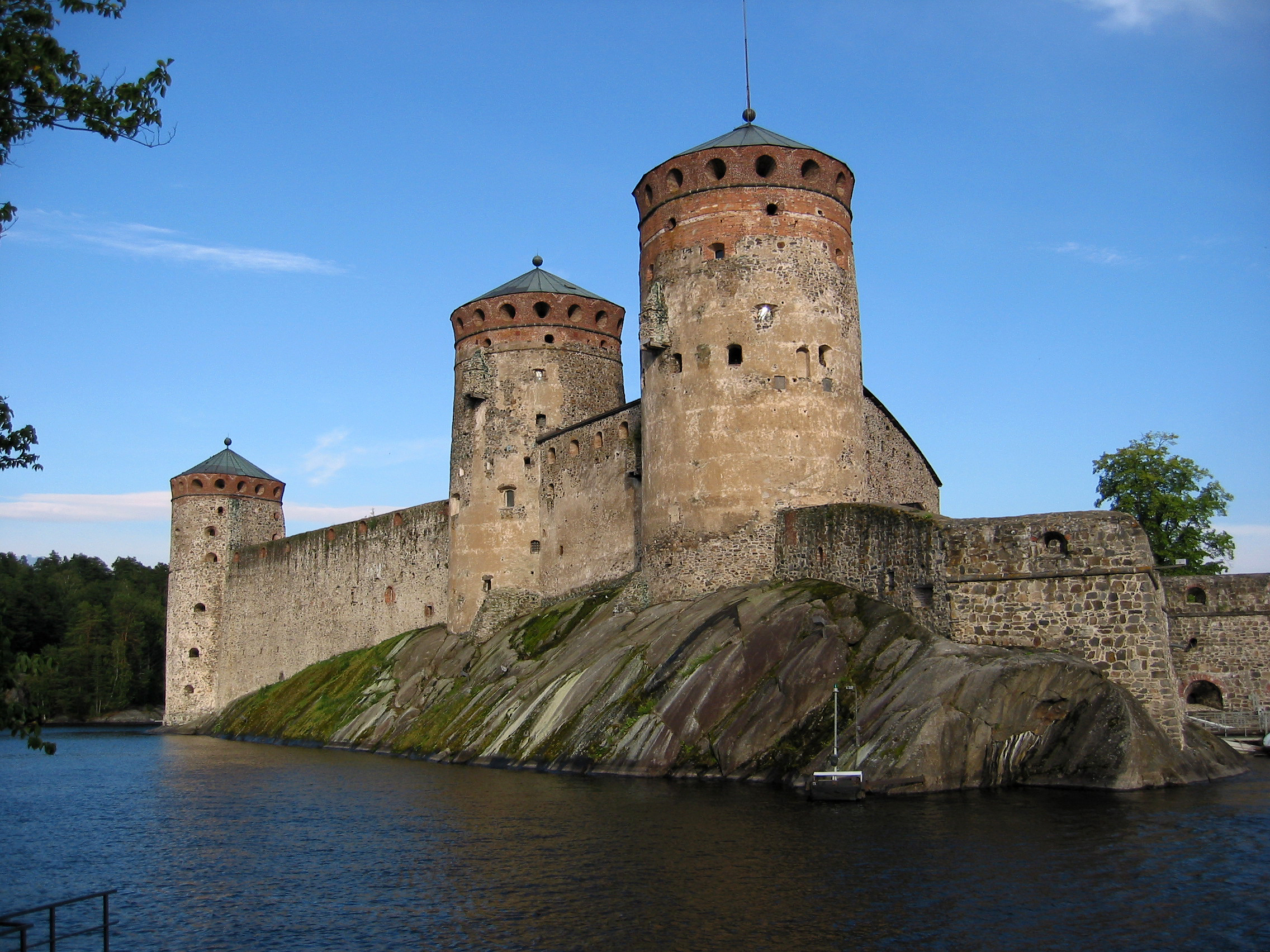
会場のオラヴィ城

サヴォンリンナ・オペラ・フェスティバル（フィンランド語: Savonlinnan oopperajuhlat）は、フィンランドのサヴォンリンナで毎年夏に行われている国際的なオペラ音楽祭。会場は1475年に建てられた湖上の要塞、オラヴィ城（Olavinlinna）。

## 歴史
オラヴィ城という軍事的拠点で初めてオペラが上演されたのは、フィンランド独立を遡ること5年前の1912年である。既にヨーロッパ・ツアーを行うなど名声を得ていたフィンランドのソプラノ歌手アイノ・アクテは熱心な愛国者だったこともあり、1907年より風光明媚なこの城をオペラ会場として目をつけていた。
こうしてアクテの指揮の下で始まったオペラ祭は以後5年間に渡って毎年夏に開催される。この間に上演されたのは、5回中4回がフィンランド人による作曲のオペラというものであった。しかし1917年以後は第一次世界大戦やフィンランド独立、翌年のフィンランド内戦などの混乱で中止となる。
その後歌唱の講習会が行われるようになって国際的なオペラ公演の必要性が主張されるようになり、1967年になってから再び開催されるようになった。この時はベートーヴェンのフィデリオが上演された。
再開後は新作オペラの初演も行われ、アウリス・サッリネンの『騎手』『王はフランスへ行く』『宮殿』、パーヴォ・ヘイニネンの『ナイフ』、エイノユハニ・ラウタヴァーラの『アレクシス・キヴィ』、カレヴィ・アホとオッリ・コルテカンガスの共作『時と夢』の6作品が上演されている。
現在では開催が1か月に及ぶ一大イベントに成長している。毎年の総動員数は6万人に達し、そのうち4分の1は外国からの観光客と見られている。